# Филимонов, Дмитрий Фомич
Дмитрий Фомич Филимонов (1 (14) ноября 1903, Ананьев, Ананьевский уезд, Херсонская губерния, Российская империя — 15 июня 1978) — советский партийный и государственный деятель, секретарь и член ЦК КП, депутат Верховного Совета БССР и СССР.

## Биография

### Образование
С 1929 года — член ВКП(б).

### Трудовая деятельность
В 1935 окончил Ленинградский институт инженеров промышленного строительства.
С 1920 работал кочегаром в Ананьеве, рабочим типографии в Ленинграде, старшим техником в Ленэнерго.
С 1932-1933 — начальник строительного участка на Дальнем Востоке.
С 1935 — начальник промышленно строительного комбината «Североникель» в Мончегорске.
С 1938 до 1940 — первый секретарь Мончегорского РК ВКП(б).
С 1940 до 1941 — секретарь Мурманского ОК ВКП(б).
С 1941 до 1943 — секретарь Мурманского ОК ВКП(б) по промышленности.
В 1941 участник работ по организации приёмки грузов, прибывающих по ленд-лизу.
С 1943 до 1945 — зав. промышленного отдела и заместитель секретаря Мурманского ОК ВКП(б), участник ВОВ, руководитель оборонительных работ по Мурманскому направлению.
С 1945 до 1946 — первый секретарь Печенгского РК ВКП(б).
С 1946 до 1947 — начальник топливно-энергетического отдела промышленности, заместитель секретаря Великолукского АК ВКП(б).
С 1947 до 1948 — третий секретарь Великолукского АК ВКП(б).
С 1948 — заместитель секретаря ЦК КП(б) Беларуси.
С 1948 до 1951 — заведующий отделом тяжёлой промышленности центрального комитета КП(б) Беларуси.
С 18 февраля 1949 года к 20 сентября 1952 года — кандидат в члены ЦК КП(б) Беларуси.
С 1951 до 1954 — заведующий отделом строительства и строительных материалов ЦК КП(б) Беларуси.
С 23 сентября 1952 года до 22 февраля 1971 года — член ЦК КП(б) Беларуси.
С 1954 по ноябрь 1955 — заведующий отделом строительства и городского хозяйства ЦК КП(б) Беларуси.
С ноября 1955 до декабря 1957 — первый секретарь Гомельского ОК КП Беларуси.
С 1955 до 1971 — депутат Верховного Совета БССР.
С 4 декабря 1957 до 18 июня 1968 года — секретарь и член бюро президиума КП Беларуси.
С 1958 до 1962 — депутат Верховного Совета СССР.
С 18 декабря 1962 до 24 ноября 1964 — председатель бюро КП Белоруссии по промышленности и строительству.

## Память
Его именем названа улица в Минске.